# 山本次男
山本 次男（やまもと つぎお、1935年3月12日 - 2024年9月21日）は、日本の経営者。ミネベア社長、会長を務めた。

## 経歴
大阪府出身。1953年に兵庫県立尼崎高等学校を卒業し、同年に積水化学工業に入社。
1964年11月に日本ミネチュアベアリング(のちのミネベア)に転じ、1983年10月に取締役に就任し、1993年12月に常務、1984年6月に専務を経て、1999年6月から2005年6月までに社長を務めた。
2024年9月21日、死去。89歳没。